# ヨーイ・ドン!!
『ヨーイ・ドン!!』は、1970年7月19日から同年9月27日、および1972年6月1日から同年6月29日まで日本テレビ系列局で放送されていた日本テレビ製作のバラエティ番組である。

## 概要
出演者全員が水着姿になり、当時の日本テレビ第4スタジオに特設された大プールで歌とギャグを披露していた番組。改編までのつなぎ番組として制作された。
前番組である『サンデーナイトショー』→『サンデーデラックスショー』→『寝るには早いドンといけ!』と同じく、当初は『サンデー・ワールド・ボクシング』との並行放送（ボクシング中継が無い週のみの放送）が行われていたが、『サンデー・ワールド・ボクシング』が1970年8月25日に終了してからは本番組のみの単独放送となり、以後は同年9月27日まで毎週放送されていた。
番組終了から1年9か月後の1972年6月、木曜19:00枠で放送されていた『タッチ!タッチ!タッチ!』（読売テレビ製作）の早期打ち切りに伴い、1か月間限定で復活した。

## 放送時間
いずれも日本標準時。
- 第1期：日曜 21:30 - 22:26 （1970年7月19日 - 1970年9月27日）
- 第2期：木曜 19:00 - 19:30 （1972年6月1日 - 1972年6月29日）

## 出演者
このうち、第1期と第2期を通してレギュラー出演していたのは井上のみで、それ以外のメンバーは第1期のみに出演していた。
- 堺正章
- 井上順之（後の井上順）
- 久万里由香
- 真理アンヌ
- ブラバー・シェス